# Tizenhét Tartomány

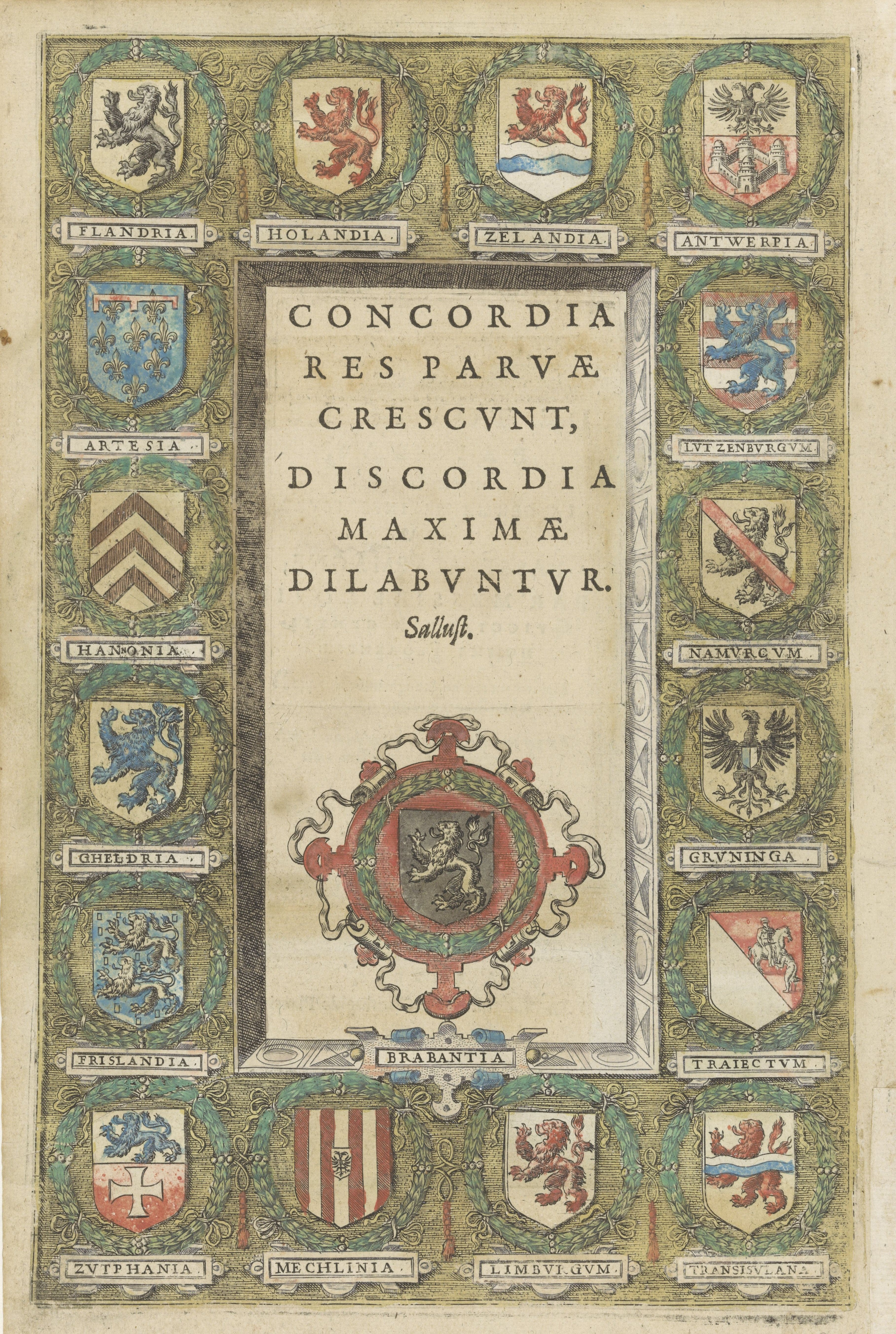
A Tizenhét Tartomány címere

A Tizenhét Tartomány néven ismert történelmi állam a 15–16. században alakult ki Németalföld rendi államainak perszonáluniójával. A Tartományok területe a mai Hollandia, Belgium, Luxemburg, Franciaország északi részére (Artois és Nord), valamint Németország nyugati részére terjedt ki.
A tizenhét, korábban önálló államot először a Valois-ház burgundi hercegei egyesítették uralmuk alatt. A család férfiágának kihalása (Merész Károly, 1477) után a tartományok Burgundi Mária hozományaként a Habsburg-ház uralma alá kerültek. Először a spanyol Habsburgok (Miksa és V. Károly), majd a spanyol örökösödési háború után az osztrák Habsburgok uralták a tartományokat. 1512 után a Tizenhét Tartomány a Német-római Birodalom Burgundiai Körzetébe tartozott.

## A tartományok
A Tizenhét Tartomány a következő, korábban önálló, rendi államokból alakult meg:
1. Artois-i Grófság
2. Flamand grófság, beleértve Lille, Douai, Orchies és Tournai városokat
3. Mechelen
4. Namuri Grófság
5. Hainaut-i grófság
6. Zeelandi Grófság
7. Holland Grófság
8. Brabanti Hercegség, beleértve az Antwerpeni Őrgrófságot, a leuveni és brüsszeli grófságokat, valamint Nivelles és Gembloux apátságát
9. Limburgi Hercegség, beleértve a Dalhemi Grófságot, a Valkenburgi Grófságot és Herzogenrath uradalmát
10. Luxemburgi Nagyhercegség
11. Utrechti Püspökség
12. Nyugat-Frízföld
13. Guelders grófsága és a Zutpheni Grófság
14. Groningen tartománya
15. Ommelanden
16. Drena, Lingen, Wedde, és Westerwolde tartományok
17. valamint Overijssel tartomány

A Tizenhét Tartomány képviselői a hollandul „Staten-Generaal”-nak nevezett parlamenti gyűlésen találkoztak. A tartományok összetétele nem volt változatlan az idők során: például Zutpen idővel beleolvadt Guelders grófságába, Limburg függő helyzetbe került Brabanttól, illetve a Flamand Grófság francia ajkú városait időnként önálló tartománynak tekintették. Ezen felül a történelmi Németalföld területén, a Tizenhét Tartomány közé ékelődve, számos, a Tartományokhoz nem csatlakozott rendi állam is létezett. Ezek közül a két legjelentősebb a Liège-i Püspökség és Horne Grófsága volt. A ma Hollandiához tartozó területen is léteztek kisebb, önálló államok egészen 1795-ig: így például Ameland szigetei nem is a Burgundi Körzethez tartoztak.
A Tizenhét Tartomány megnevezést csak a 17. században kezdték használni, holott a tartományok már a 15. századtól közös uralom alatt álltak. A „17”-es szám nem jelöli pontosan az egyesült tartományok számát és a mai történészeknek nagy nehézséget okozott az elnevezés és a tartományok tényleges összetételének összhangba hozása. Legvalószínűbb, hogy misztikus jellege miatt használták: már a 15. században a burgundi hercegek használták az uralmuk alatt álló területek megnevezésére, de a 9. századi Fríziát is 17 részre osztották.
A kereszténységben a 17-es számot, 10 és 7 összegét különleges jelentéssel ruházták fel: a keresztények egységét, az Új- és az Ótestamentum egységét, a törvény és a szeretet egyesülését szimbolizálja. Feltehetően ez inspirálta a tartományok nevének kialakulását is.

## A tartományok története
A Tizenhét Tartomány a kora középkortól önálló, rendi állam volt, részben a francia királyok, részben a Német-Római Birodalom befolyása alatt. A tartományokat mindig is szoros dinasztikus kapcsolatok fűzték egymáshoz és a Valois-házból származó burgundi hercegek alatt egy uralkodó alatt egyesültek. A burgundi hercegek a meglehetősen eltérő kultúrájú, nyelvű és pénzrendszerű tartományokban igyekeztek egységes, „burgundi” identitást elterjeszteni. Egységesítették a pénzrendszert, a vallásos ünnepeket és bizonyos mértékig az oktatást: a Leuveni Egyetem, Németalföld legrégebbi oktatási intézményének tanulóinak 95%-a a tizenhét tartományból jött.
A burgundi hercegek férfiágának kihalása után (1477-ben) Burgundi Mária hercegnő leányágon örökölte a tartományokat. Az ő elhunytával, 1482-ben ezek a Habsburg-házból származó férjéhez, I. Miksa német-római császárhoz kerültek át. Miksa unokája és utódja, V. Károly német-római császár egyesítette uralma alatt az összes németalföldi Habsburg-uradalmat (az utolsó Guelders grófsága volt), és 1543-ban a család spanyol ágának adta azokat.
Bár a tartományok többsége a Német-római Birodalomhoz tartozott, két jelentős grófság, Flandria és Artois-i Grófság eredetileg a francia királyok hűbérese volt. Ezeket a grófságokat a cognaci liga háborúját lezáró, 1529-ben megkötött cambrai-i békeszerződésben engedték át Károlynak. V. Károly 1549-ben kiadott Pragmatica sanctiója kimondta, hogy a tartományok összességét egy uralkodó örökölheti. Ezzel Károly bevezetett egy új címet, a Németalföld urát (Heer der Nederlanden), amit csak ő és fia, II. Fülöp spanyol király használt.

### Központosítás
Károly uralkodói politikája a burgundi hagyománynak megfelelően a kormányhatalom centralizálását célozta. Egész sor, valamennyi németalföldi területre érvényes rendszabályt vezetett be, többek között a szegények kötelező gondozásáról.
Birodalmának méretei miatt a gyakorlati megvalósítást a legtöbbször át kellett engednie valamelyik képviselőjének. Először nagynénje, Habsburg Margit savoyai hercegné volt a helytartó; ő a körülmények kényszerítő hatására meglehetősen sok engedményt tett a tartományoknak.
1531-ben a császár nővére, a rátermett és befolyásos Magyarországi Máriát, II. Lajos magyar király özvegyét nevezte ki a tartományok főkormányzójává (régensévé). Ezt a méltóságot Mária, akinek székhelye Mechelen városában volt, csaknem 25 éven át töltötte be; 1555-ben mondott le. Ő arra az egészen új kormányszervezetre támaszkodhatott, amit maga Károly vezetett be abban az évben, amit szinte megszakítás nélkül Brüsszelben töltött.
Az Államtanács tagjai Németalföld legtekintélyesebb nemes urai voltak. A cél az volt, hogy ezek az előkelőségek minél szorosabban kötődjenek az uralkodó kormányzati politikájához. Az emellett létrejött Titkos Tanács viszont képzett, az uralkodó szerepét és az állam jellegét modern felfogással értelmező jogászokból állt, akik nem sok szimpátiával nézték a tartományok önállósági törekvéset. Ezt a tanácsot széles körű jogosítványokkal ruházták fel. A szervezetet a Pénzügyi Tanács tette teljessé.
V. Károly 1556-ban lemondott a trónról és a birodalmat felosztotta fia, II. Fülöp, és öccse, I. Ferdinánd osztrák főherceg között. A német-római császári címet Ferdinánd kapta, a Tizenhét Tartományokat II. Fülöp örökölte. Azonban a Fülöp és a (túlnyomórészt protestáns vallású) holland alattvalói közötti konfliktus hamarosan polgárháborúba torkollott, amely 1568-ban kezdődött és közel nyolcvan évig tartott. A háború eredményeként a hét északi tartomány elnyerte függetlenségét és kikiáltották a Holland Köztársaságot.

### Vallási feszültségek
A 16. században a reformáció lendületesen terjedt Észak-Európában. A németalföldi tartományokban – elsősorban északon – hamar teret nyertek a protestánsok, és az 1560-as évekre jelentős kisebbséggé váltak. Németalföld kormányzói – elsősorban gazdasági megfontolásokból – nem üldözték őket.
A holland protestánsok eközben sikeresen állították szembe az általuk képviselt értékeket: az egyszerűséget, a kemény munkát, a tisztaságot és a takarékosságot a katolikus világi és egyházi elit mértéktelen fényűzésével, pazarló életmódjával.
Kormányzóiktól eltérően Károly és utóda, II. Fülöp spanyol király is kötelességének érezte, hogy a katolikus egyház védelmezőjeként fellépjen az eretnekségnek tartott protestantizmus ellen. Kikényszerített intézkedéseik egyre inkább egymás ellen hangolták a katolikusokat és a protestánsokat. A két tábor ellentéte hamarosan fegyveres összecsapásokba torkollott. Olaj volt a tűzre, hogy 1565-ben Németalföldre is kiterjesztették az inkvizíció működését.

### A nyolcvanéves háború
A társadalmi, gazdasági, politikai és vallási feszültségek Károly utóda, II. Fülöp spanyol király uralkodása alatt érték el feszültségüket. Fülöp Spanyolországban nőtt fel, a Németalföldet alig ismerte, 1559 után többé nem is járt ott. Károly politikáját szerette volna követni a hatalom központosításával és a katolikus egyház tekintélyének fenntartásával. A kálvinista eretnekséget azonban már nem tudta megfékezni, és a tartományi nemesek is egyre inkább ellenálltak a centralizációnak. 1566-ban a kálvinisták erőszakkal elfoglaltak néhány katolikus templomot, és lerombolták bennük a „bálványokat”. Válaszul Alba hercege, a helytartó elfogatta Egmont grófját és Horne grófját, akiket egy évvel később Brüsszel főterén, a Grand-Place-on lefejeztetett. Egmont és Horne is katolikus és királyhű nemes volt, de támogatták a tartományok önállóságát, és Alba hercege szerint nem léptek fel kellő eréllyel az eretnekek ellen – mindenesetre a kivégzések felkorbácsolták az indulatokat. A kibontakozó felkelés élére Orániai Vilmos állt.
A lázadók térnyerésétől és katonai sikereitől megrémülve, 1579. január 6-án az új királyi kormányzó, Alessandro Farnese pármai herceg ösztökélésére a déli tartományok aláírták az arrasi unió néven ismert szerződést, amiben megerősítették hűségüket a spanyol koronához. A szerződéssel lényegében véget ért a tizenhét tartomány közössége.
A déli, túlnyomórészt katolikus tartományokat elsősorban a vallási közösség és a németalföldi kormányzó Párma hercegének katonai sikerei – elsősorban Antwerpen elfoglalása – tartották a spanyol korona befolyása alatt. Ezek a tartományok a herceg ösztökélésére 1579-ben aláírták az arrasi unió néven ismert szerződést, amelyben hűséget esküdtek Fülöpnek és örököseinek; ezután Spanyol-Németalföld néven voltak ismertek.
A hét önállósult, északi tartomány:
1. Groningen és Ommelanden
2. Frízföld
3. Overijssel
4. Guelders és Zutphen
5. Utrecht
6. Holland
7. Zeeland

erre válaszul aláírta az utrechti unió szerződését, amely hivatalosan kimondta a spanyol király trónfosztását. Az Uniót leggazdagabb tartományáról hamarosan Hollandiának kezdték nevezni. Az északi tartományok megszállták Flandria, Limburg és Brabant egyes részeit, és ezeket a nyolcvanéves háborút lezáró 1648-as vesztfáliai békeszerződés Hollandiának ítélte.

## A tartományok gazdasága

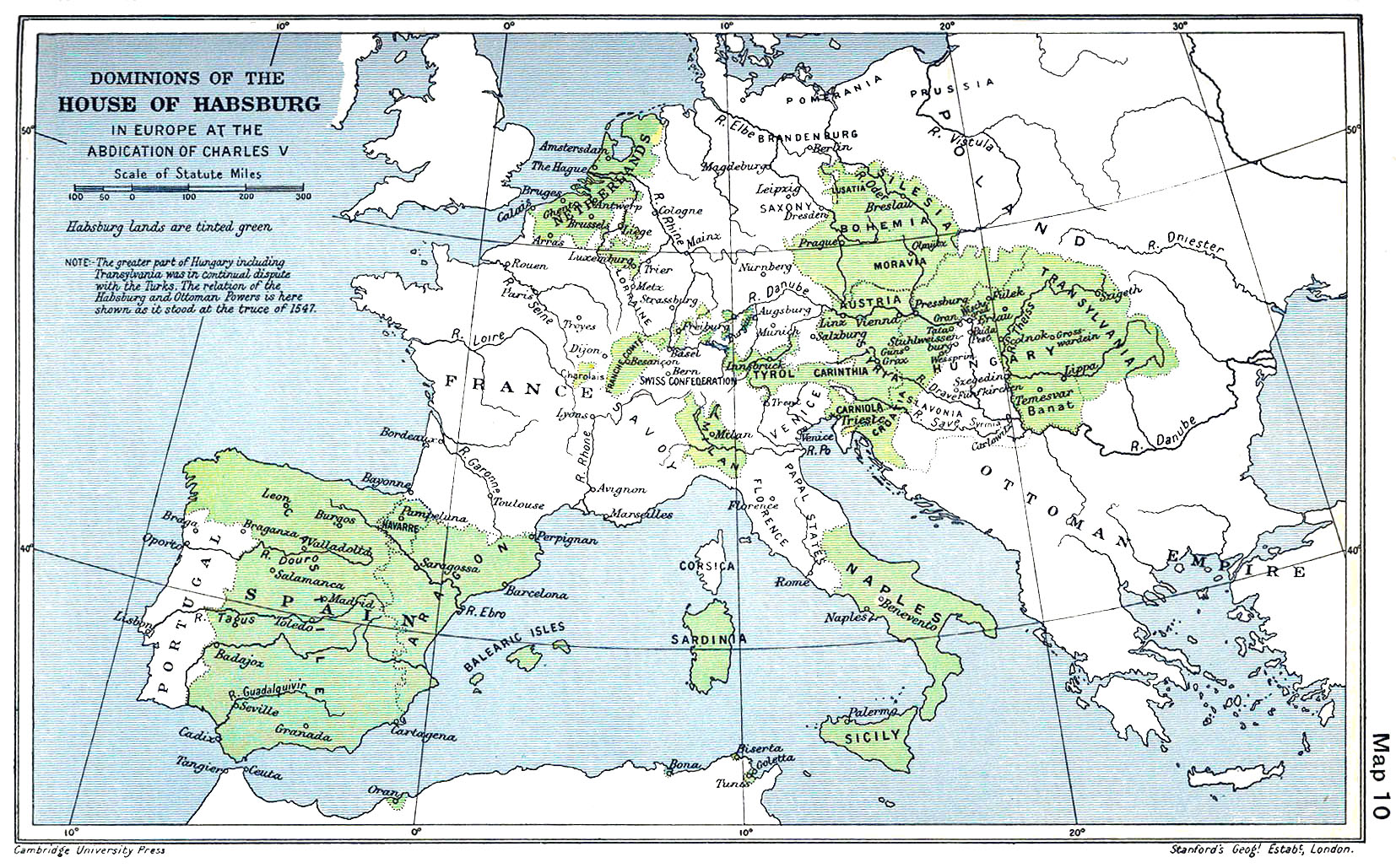
Európa térképe a mühlbergi csata (1547) után – a zölddel jelölt területek a Habsburg birtokok.

A kora középkorban Németalföld volt Európa gazdaságilag legfejlettebb régiója, elsősorban a textilfeldolgozásnak és –kereskedelemnek köszönhetően. A flamand városok, Brugge, Antwerpen, Gent, Mechelen és Brüsszel, jelentős vagyonra és politikai befolyásra tettek szert ennek köszönhetően és hamarosan egyedülálló kiváltságokra tettek szert.
A 16. századra azonban a helyzet némileg megváltozott: Brugge elvesztette korábban jelentős pozícióját (elsősorban tengeri kikötőjének elhomokosodása miatt) és Németalföld politikai, gazdasági és kulturális központja Antwerpen lett (bár Mechelen megtartotta vallási fontosságát, a mecheleni érsekség 1559-es megalakításával). Emellett az északi Hollandia tartomány is kezdett egyre nagyobb gazdasági jelentőségre szert tenni, elsősorban a tengerentúli kereskedelemnek köszönhetően.
A nyolcvanéves háború, az északi tartományok elszakadása és a Schelde folyó lezárása miatt sokan kivándoroltak a déli tartományokból. Ezek elsősorban északra, a független Hollandiába települtek át és felvirágoztatták az északi városok, Amszterdam, Hága és Rotterdam gazdaságát. A gazdasági mellett vallási oka is volt a kivándorlásnak: a déli tartományok zsidó és protestáns vallású lakosait a spanyolok üldözték és hátrányosan megkülönböztették, míg északon (a katolikus vallás kivételével) jelentős vallási szabadság érvényesült.

## "Netherland" és "Netherlands"
A mostani és a történelmi Németalföld közötti megkülönböztetésre a holland nyelv speciális kifejezést használ: amikor a mai németalföldi régióra, illetve Hollandiára gondolnak, akkor egyes számban használják a Nederland kifejezést. Viszont a történelmi Németalföldet, illetve a Tizenhét Tartományt mindig a többes számú de Nederlanden kifejezés jelöli. A többi nyelvben ez nem terjedt el, például az angol nyelv csak a The Netherlands v. Low Countries kifejezést használja, a történelmi és a mai Hollandiára egyaránt.
A két kifejezés időnként problémát okoz egyes történelmi kifejezések értelmezésében is, mint például a 16. századi németalföldi zeneszerzők esetében, akiket a Nederlandse School-ba, azaz a holland iskolához sorolnak, a kifejezés téves fordítása miatt, holott elsősorban a déli tartományokból, azaz a mai Belgium területéről származott legtöbbjük.

## Címerek

XVI. Zeeland
XVII. Zutphen

A Tizenhét Tartomány zászlója
I. Artois
II. Brabant
III. Tournai

IV. Flandria
V. Frízföld
VI. Groningen és Ommelanden
VII. Guelders

VIII. Hainaut
IX. Holland
X. Limburg
XI. Luxembourg

XII. Mechelen
XIII. Namur
XIV. Overijssel
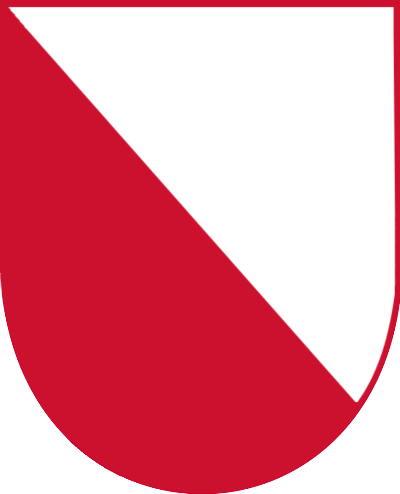
XV. Utrecht

- XVI. Zeeland
- XVII. Zutphen

## Külső hivatkozások
- A Tizenhét Tartomány térképe 1555-ből
- Leo Belgicus térképe